# كربون ألفا

كربون ألفا وكربون بيتا، ويحتوي الكربونيل على 2 كربون ألفا و5 هيدروجين ألفا.

المصطلح الكربون ألفا يرجع إلى أول ذرة كربون بعد ذرة الكربون المتصلة بالمجموعة الفعالة. وبالمثل تكون الذرة التي تلي الكربون ألفا تسمى كربون بيتا، وهكذا.
وهذا النوع من التسمية لا يتطابق مع تسمية IUPAC (والتي يفضل فيها ترقيم ذرات الكربون بدلًا من إعطائها حروف إغريقية)، ورغم ذلك فهذا النوع من التسمية لا يزال مشهور، وخاصة أنه مفيد لتعيين المكان النسبي لذرات الكربون بالنسبة للمجموعات الفعالة (كثيرًا ما تستخدم مع مجموعة الكربونيل).